# Telagrion fulvellum
Telagrion fulvellum är en trollsländeart som först beskrevs av Selys 1876.  Telagrion fulvellum ingår i släktet Telagrion och familjen dammflicksländor. Inga underarter finns listade i Catalogue of Life.